# Lacus Oblivionis

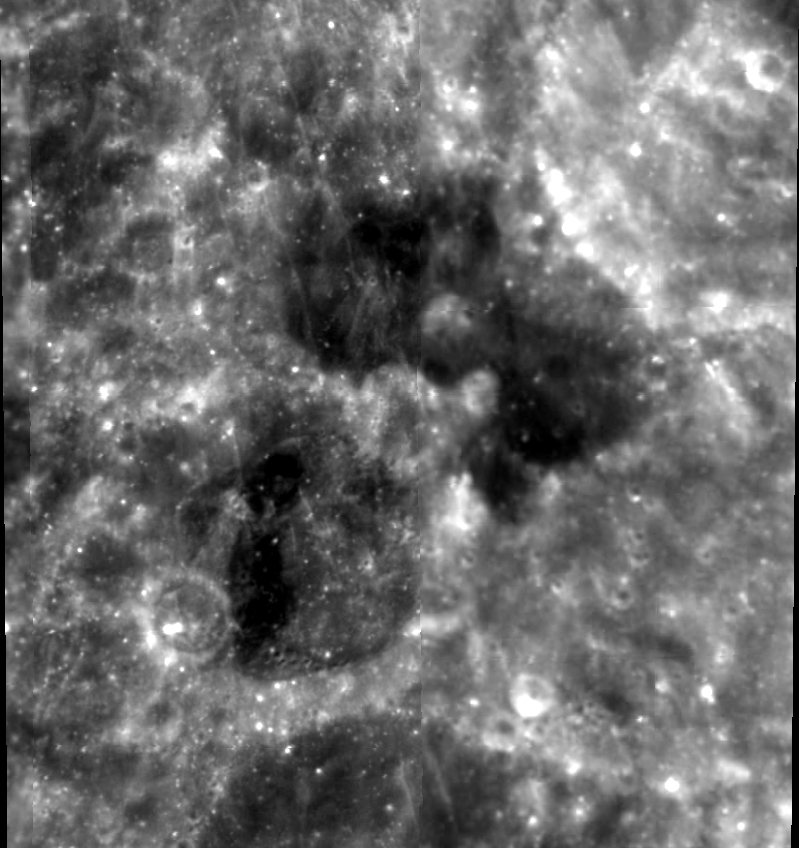
Lacus Oblivionis

Lacus Oblivionis (česky Jezero zapomnětlivosti) je malé měsíční moře jihozápadně od kráteru Mohorovičić na odvrácené straně Měsíce a tudíž není pozorovatelné přímo ze Země. Lacus Oblivionis má průměr cca 50 km, jeho střední selenografické souřadnice jsou 20,4° J a 168,5° Z.
Jihozápadního okraje jezera se dotýká satelitní kráter Sniadecki Y, mateřský kráter Sniadecki leží jižně.

## Pojmenování
Lacus Oblivionis pojmenovala roku 1976 Mezinárodní astronomická unie.